# W.M.S. Pitlo-van Rooijen
Wilhelmina Maria Sophia Pitlo-van Rooijen (Utrecht, 23 mei 1901 - Overveen, 12 januari 1992) was een Nederlands verzamelaar van het werk van Louis Couperus, welke collectie zij overdroeg aan de Stads- en Athenaeumbibliotheek te Deventer.

## Familie
Pitlo-van Rooijen werd geboren als dochter van koopman Petrus Franciscus van Rooijen (1865-1945) en Anna Wilhelmina Maria Reijers (1875-1968). Zij trouwde in 1928 met prof. mr. Adriaan Pitlo (1901-1987), hoogleraar privaat- en notarieel recht uit welk huwelijk geen kinderen werden geboren.

## Couperus-collectie
Pitlo-van Rooijen begon met verzamelen van het werk van Louis Couperus (1863-1923) in 1942, na het lezen van diens roman Antiek toerisme. De collectie richtte zich op alle drukken van het werk van Couperus, waarbij zij zelf al geconstateerd had dat enkele drukken, zoals de tweede van Wereldvrede, nooit hadden bestaan. Voorts verzamelde zij vele vertalingen en ook secundaire literatuur. De collectie is geïnventariseerd.
Op 29 april 1984 droeg zij het resultaat van meer dan veertig jaar verzamelen over aan de Stads- en Athenaeumbibliotheek te Deventer. Daar is het de basis van de Couperus-collectie die nog steeds wordt aangevuld. Zo verwierf de bibliotheek in oktober 2010 een handschrift uit particulier bezit (namelijk van verzamelaar Pieter Berend Oudemans, 1960-2005), Elyata.
Na haar collectie is die van ds. J.A. Eekhof (1928-2007) de grootste collectie van en over Louis Couperus die ooit werd bijeengebracht en in openbaar bezit belandde.

## Mevrouw W.M.S. Pitlo-van Rooijen-Stichting
Haar echtgenoot, prof. mr. A. Pitlo, was oprichter van de Stichting tot Bevordering der Notariële Wetenschap. Bij testament van Pitlo-van Rooijen heeft zij bepaald dat haar nalatenschap zou worden aangewend voor huisvesting van deze stichting.
Na het overlijden van mevrouw Pitlo werden uit haar nalatenschap in april 1992 drie Italiaanse landschappen van Antonie Sminck Pitloo (1790-1837) geveild, een verre verwant van haar man.